# 펠릭스 슈타이너
펠릭스 마르틴 율리우스 슈타이너(Felix Martin Julius Steiner, 1896년 5월 23일~1966년 5월 12일)는 제1차 세계 대전과 제2차 세계 대전 당시 독일 제국 및 나치 독일에서 복무한 육군 장교이자 무장 친위대 장교이다.
슈타이너는 무장 친위대의 핵심 인물 중 하나로 폴란드, 프랑스 그리고 저지대 국가 침공 당시 SS 도이칠란트 연대를 성공적으로 지휘했다. 그 후 SS제국지도자 하인리히 힘러에게 발탁되어 SS 의용 사단 비킹의 편성을 감독하고 동 사단의 사단장이 되었다. 1943년에는 제3 SS 기갑 군단장으로 승진했다. 1945년 1월 28일, 바익셀 집단군 소속인 제11 SS 기갑군 사령관에 임명되었다. 동년 4월 21일 베를린 공방전 당시 슈타이너 분견군 사령관에 임명되었고, 4월 22일 총통 명령을 거부한 분별있는 그의 판단은 히틀러를 격분케 했다. 압도적인 전력을 자랑하는 소련군을 상대로 만신창이가 된 슈타이너의 부대가 제대로 된 반격을 가할 수 없었던 것이다. 모든 전쟁범죄 혐의를 벗고 1948년 석방되었고, 자신과 부하들을 변호하는 몇 개의 저작을 집필한 후 1966년 5월 12일 바이에른주 뮌헨에서 사망했다.

## 어린 시절
슈타이너는 1896년 5월 23일 동프로이센 슈탈루푀넨(Stallupönen)에서 태어났다. 제1차 세계 대전이 발발하기 직전인 1914년 사관 후보생으로 프로이센 장교단에 합류했다. 1급 철십자장을 수훈한 후 중위로 종전을 맞이했다. 전후 메멜에서 자유군단을 이끌었고, 1922년 육군에 재입대해 1933년 소령으로 퇴역했다. 나치당이 집권한 후 바이마르 공화국군에 합류해 새로운 훈련 기술과 전술을 연구하기 시작했다. 당시부터 친위대와 돌격대의 훈련과 전투 교리를 담당했다. 병사들과 장교들 간의 친밀한 관계를 바탕으로 한 단결심과 신뢰를 강조한 훈련 방식으로 SS전투부대를 훈련시켰다. 1935년 SS 도이칠란트 연대의 대대장 직을 맡았으며, 얼마 후에는 SS대령으로 승진해 SS 도이칠란트 연대의 지휘를 맡게 되었다. 제2차 세계 대전 발발 후 SS상급대령으로 SS 도이칠란트 연대를 이끌고 폴란드 및 프랑스 침공에 참전했고, 당시의 공적으로 1940년 8월 15일 기사철십자장을 수훈했다.

## 비킹 사단
초기 전역이 끝난 후, 슈타이너는 SS제국지도자 하인리히 힘러에게 발탁되어 신규 SS 의용 사단인 비킹의 편성과 지휘를 맡게 되었다. 비킹 사단은 비독일 국적의 의용병들로 구성되었고, 창설 당시에는 사단원 상당수가 덴마크 의용병들을 포함해 네덜란드인, 발룬인, 스칸디나비아인으로 구성되어 있었다. 슈타이너는 전혀 다른 부대원들로 강력한 단일 부대를 만들었고, 1941년부터 1943년 제3 SS 기갑 군단장으로 승진하기 전까지 동부 전선에서 수많은 격전을 치른 비킹 사단을 훌륭히 지휘했다. 일부 역사가들은 비킹 사단이 전쟁범죄에 가담해 몇 건의 학살사건을 저질렀다고 말하고 있지만, 사단의 공식 기록에는 전쟁범죄에 관해 혐의를 둘 만한 뚜렷한 자료가 존재하지 않는다.

## 제3 SS 기갑 군단
1945년 1월, 슈타이너의 제3 SS 기갑 군단은 쿠를란트 방위에서 독일 본토 방어 임무로 전환되었다. 동 군단은 바익셀 집단군으로 전속되어, 제11 SS 기갑군이라는 이름뿐인 야전군에 배속되었다. 소련군이 오데르강으로 진출한 이후 제11 SS 기갑군은 유명무실한 존재가 되었고, 제3 SS 기갑 군단은 베를린 공방전 당시 집단군 예비로서 제3 기갑군으로 전속되었다. 베를린 공방전 당시 최초의 주요 전투 중 하나였던 할베 전투 동안 바익셀 집단군 사령관 고르하르트 하인리치 상급대장은 제3 SS 기갑 군단에 속한 사단 대부분을 제9군 사령관 테오도르 부세 보병대장의 제9군 예하 군단들로 차출했다.
히틀러가 신임하는 지휘관 중 하나였던 슈타이너는 어떠한 상황 속에서도 임무를 완수할려던 의지와 프로이센 장교단이 아닌 무장 친위대에 대한 충성으로 찬탄을 받았다. 선전장관 요제프 괴벨스 또한 슈타이너를 극찬했다. "그는 정력적이고 과감할 뿐만 아니라 자신의 임무에 열정을 가지고 임하고 있다."라고 괴벨스는 1945년 3월 1일 기록했던 것이다.
1945년 4월 21일, 게오르기 주코프 원수의 소련 제1 벨로루시 전선군이 젤로 고지에 위치한 독일군 방어선을 돌파했다. 상황을 제대로 인식하지 못한 아돌프 히틀러는 여기저기서 긁어모은 부대들을 슈타이너에 휘하에 모아 슈타이너 분견군을 편성했다. 슈타이너 분견군은 야전군보다 크고 군단보다 작은 임시 야전군 편제로 실질적인 전력은 형편없었다.
히틀러는 슈타이너에게 소련 제1 벨로루시 전선군에 의해 발생한 거대 돌출부의 북익을 공격하라는 명령을 내렸다. 슈타이너 분견군과 함께 남익에서 테오도르 부세 보병대장의 제9군이 협공을 가할 예정이었다. 이 공격을 위해 슈타이너는 제9군 제101 군단 소속의 제4 SS 경찰 기갑척탄병 사단, 제5 경보병 사단, 제25 기갑척탄병 사단 3개 사단을 배속받았다. 이 3개 사단은 주코프 원수의 제1 벨로루시 전선군이 형성한 돌출부 북익에 위치한 핀로 운하 북쪽에 위치해 있었다. 베르노이헨 바로 아래 북익을 둔 채 여전히 베를린 동쪽에 위치해 있던 헬무트 바이틀링 포병대장의 제56 기갑 군단 또한 이 공격에 참가했다.
제101 군단에서 차출된 3개 사단은 제56 기갑 군단을 향해 핀로 운하가 위치한 에버스발데에서 남쪽으로 공격해 나갔다. 앞서 언급한 3개 사단은 베를린 동쪽 24킬로미터 지점에 위치해 있었고, 제1 벨로루시 전선군이 형성한 돌출부를 분단할 가능성이 있었다.
국방군 총사령부 작전부장 알프레트 요들 상급대장과 하인리치 상급대장이 앞서 언급한 공세를 위해 슈타이너 SS대장을 방문했고, 사태를 파악한 무장 친위대 장군은 그들에게 다음과 같이 말했다. "두 분 중 누가 제 부대를 보셨습니까?". 어쨌거나 명령을 하달한 하인리치는 다음과 같은 말했다. "당신의 성공 여부에 수도의 운명이 달려있소!". 그리고 슈타이너가 무장 친위대 고위 장성임을 빗대어 다음과 같은 말을 덧붙였다. "당신은 공격해야 하오! 당신의 총통을 위해서!". 슈타이너는 한순간 멍하니 있다가 울컥해서 말했다. "하지만 그는 당신의 총통이기도 하지요!".
슈타이너는 하인리치 상급대장에게 전화해 제5 경보병 사단과 제25 기갑척탄병 사단을 방어 임무에 투입해야 하고, 제2 해군 사단이 내륙에 도착해 교대하기 전까지는 두 사단을 빼낼 수 없다며 계획의 실행이 불가능함을 알렸다. 이를 제외하고 작전에 동원 가능한 건 무장조차 제대로 갖추지 못한 제4 SS 경찰 기갑척탄병 사단의 2개 대대뿐이었다. 하인리치 상급대장은 슈타이너의 의견을 바탕으로 육군 참모총장인 한스 크렙스 보병대장에게 전화해 계획의 불가함을 말하며 히틀러에게 계획의 재고를 요청했지만, 총통이 바쁘다는 소리만을 들을 수 있을 뿐이었다.
4월 22일 오후 작전 회의에서 히틀러는 슈타이너 SS대장이 공격을 가하지 않을 걸 확신하고 눈물까지 흘릴 정도로 격분하고 말았다. 그는 전쟁에 패배했다고 선언하고 장군을 비난했다. 그리고 종말이 올 때까지 베를린에 머물겠으며, 그 후에는 자살하겠다고 밝혔다.
같은 날, 루돌프 홀스테 중장은 슈타이너 휘하에 있던 소수의 기동 부대를 가지고 베를린을 구원할 새로운 공격 계획에 착수했다. 발터 벵크 기갑대장이 서쪽에서 그리고 테오도르 부세 보병대장이 남쪽에서 공격을 가했고, 그와 함께 홀스테 중장은 북쪽에서 공격을 감행했다. 그러나 이 공격은 소기의 목적을 달성하지 못했고, 4월 27일 소련군에 의해 베를린은 완전히 포위되고 말았다.

## 종전
항복 후 슈타이너는 1948년까지 투옥되었다. 뉘른베르크 재판에 기소되었지만 무혐의로 풀려났다. 이후 여생을 회고록과 군사 저작을 집필하는 데 전념했다. 이 저작들에서 슈타이너는 자신과 하우서가 주창한 무장 친위대의 개념에 대해서 변론하고, 부하들을 변호했다. 1966년 5월 12일 향년 70세로 사망했다.

## 경력

### 진급 내역
- 1940년 11월 9일 SS소장
- 1942년 1월 1일 SS중장
- 1943년 7월 1일 SS대장

### 서훈 내역
- 1914년 10월 9일 1914년식 2급 철십자장
- 1917년 11월 3일 1914년식 1급 철십자장
- 1939년 9월 17일 1939년식 2급 철십자장 보장
- 1939년 9월 26일 1939년식 1급 철십자장 보장
- 1940년 8월 15일 기사철십자장 (SS전투사단 도이칠란트 연대장)
- 1942년 4월 22일 황금 독일십자장
- 1942년 12월 23일 곡엽 기사십자 철십자장 (159번째, SS 기갑척탄병 사단 비킹 사단장)
- 1944년 8월 10일 곡엽검 기사십자 철십자장 (86번째, 제3 SS 기갑 군단장)

## 참고 문헌
- Gordon Williamson - The SS: Hitler's Instrument of Terror: The Full Story From Street Fighters to the Waffen-SS - Motorbooks International, (March 1994), ISBN 0-87938-905-2, ISBN 978-0-87938-905-5.
- Beevor, Antony. Berlin: The Downfall 1945, Penguin Books, 2002, ISBN 0-670-88695-5
- Ziemke, Earl F. Battle For Berlin: End Of The Third Reich, NY: Ballantine Books, London: Macdomald & Co, 1969.

| 전임 신설 | 제1대 SS연대 도이칠란트 연대장 1936년 6월 – 1940년 12월 1일 | 후임 폐지 |

| 전임 신설 | 제1대 제5SS기갑사단 비킹 사단장 1940년 12월 1일 – 1943년 5월 1일 | 후임 상급집단지도자 헤르베르트 오토 길레 |

| 전임 신설 | 제1대 제3SS기갑군단 군단장 1943년 5월 1일 – 1944년 10월 | 후임 상급집단지도자 게오르크 케플러 |

| 전임 신설 | 제1대 제11SS기갑군 사령관 1945년 1월 28일 – 1945년 3월 5일 | 후임 보병대장 오토 히츨펠트 |

| 전임 중장 마르틴 운라인 | 제5대 제3SS기갑군단 군단장 1945년 3월 5일 – 1945년 5월 8일 | 후임 폐지 |

| 전임 신설 | 제1대 슈타이너 분견군 사령관 1945년 4월 21일 – 1945년 5월 8일 | 후임 폐지 |